# Alberta
Alberta (/ælˈbɜːrtə/ al-BUR-tə) là một trong 13 tỉnh bang và lãnh thổ của Canada. Với dân số ước tính là 4.067.175 người theo cuộc điều tra dân số năm 2016, đây là tỉnh bang đông dân thứ tư của nước này, và là tỉnh bang đông dân nhất trong ba tỉnh bang thuộc vùng đồng cỏ (Canadian Prairies). Diện tích của Alberta khoảng 660.000 kilômét vuông (250.000 dặm vuông Anh). Alberta giáp với tỉnh bang British Columbia về phía Tây và Saskatchewan về phía Đông, Các Lãnh thổ Tây Bắc về phía Bắc, và tiểu bang Montana của Hoa Kỳ về phía Nam. Alberta là một trong ba tỉnh bang và lãnh thổ của Canada có biên giới với chỉ một tiểu bang Hoa Kỳ. Đây cũng là một trong hai tỉnh bang không tiếp giáp biển của Canada. Thủ phủ của Alberta là Edmonton, nằm gần trung tâm địa lý của tỉnh bang; nó là trung tâm cung cấp và dịch vụ chính cho các công nghiệp tài nguyên của Canada như dầu mỏ và cát dầu. Khoảng 290 km (180 mi) về phía Nam của Edmonton là Calgary, thành phố đông dân nhất. Calgary và Edmonton là hai trung tâm cho hai khu đô thị của tỉnh bang, mỗi khu với hơn một triệu dân, trong khi tỉnh bang có 16 khu vực điều tra dân số.
Người thổ dân đã sống ở khu vực mà ngày nay là Alberta hàng nghìn năm trước khi người châu Âu đến định cư. Alberta và Saskatchewan nguyên là hai khu vực của Các Lãnh thổ Tây Bắc, nhưng đã trở thành tỉnh bang vào ngày 1 tháng 9 năm 1905. Các khu vực kinh tế chính của Alberta gồm công nghiệp năng lượng và công nghệ sạch, nông nghiệp, và hóa học dầu mỏ. Công nghiệp dầu mỏ trở thành cột trụ của kinh tế Alberta từ năm 1947, khi người ta khám phá ra dầu ở Giếng dầu Leduc No. 1. Thủ hiến đương nhiệm của Alberta là Jason Kenney của Đảng Bảo thủ Thống nhất (United Conservative Party), đang chiếm giữ đa số ghế trong cơ quan lập pháp của tỉnh bang.
Các địa điểm du lịch trong tỉnh bang gồm có: Banff, Canmore, Drumheller, Jasper, Sylvan Lake và Hồ Louise. Alberta sở hữu 6 di sản thế giới UNESCO: Vườn quốc gia Núi Rocky của Canada, Công viên Khủng long tỉnh Alberta, Vực bẫy trâu Head-Smashed-In, Công viên hòa bình quốc tế Waterton-Glacier, Vườn quốc gia Wood Buffalo, và Writing-on-Stone / Áísínai'pi. Tỉnh bang chủ yếu có khí hậu lục địa ẩm ướt, có nhiều thay đổi lớn trong năm; nhưng nhiệt độ trung bình theo mùa ít thay đổi hơn những khu vực xa hơn ở phía Đông, vì mùa đông được gió chinook sưởi ấm.

## Từ nguyên
Alberta được đặt tên theo Vương nữ Louise Caroline Alberta (1848–1939), con gái thứ tư của Victoria của Anh. Vương nữ Louise là phu nhân của John Campbell, Hầu tước Lorne, Toàn quyền Canada (1878–83). Hồ Louise và Đỉnh Alberta cũng được đặt tên theo bà.
Tên gọi "Alberta" cũng là phiên bản nữ hóa của tên Latin Albert (so với phiên bản giống đực Albertus trong tiếng Latinh Trung cổ) và những từ cùng gốc trong các ngôn ngữ German, cũng đều có nguồn gốc từ tiếng German sơ khai *Aþalaberhtaz (chữ ghép từ "quý tộc" + "sáng/nổi tiếng").

## Lịch sử

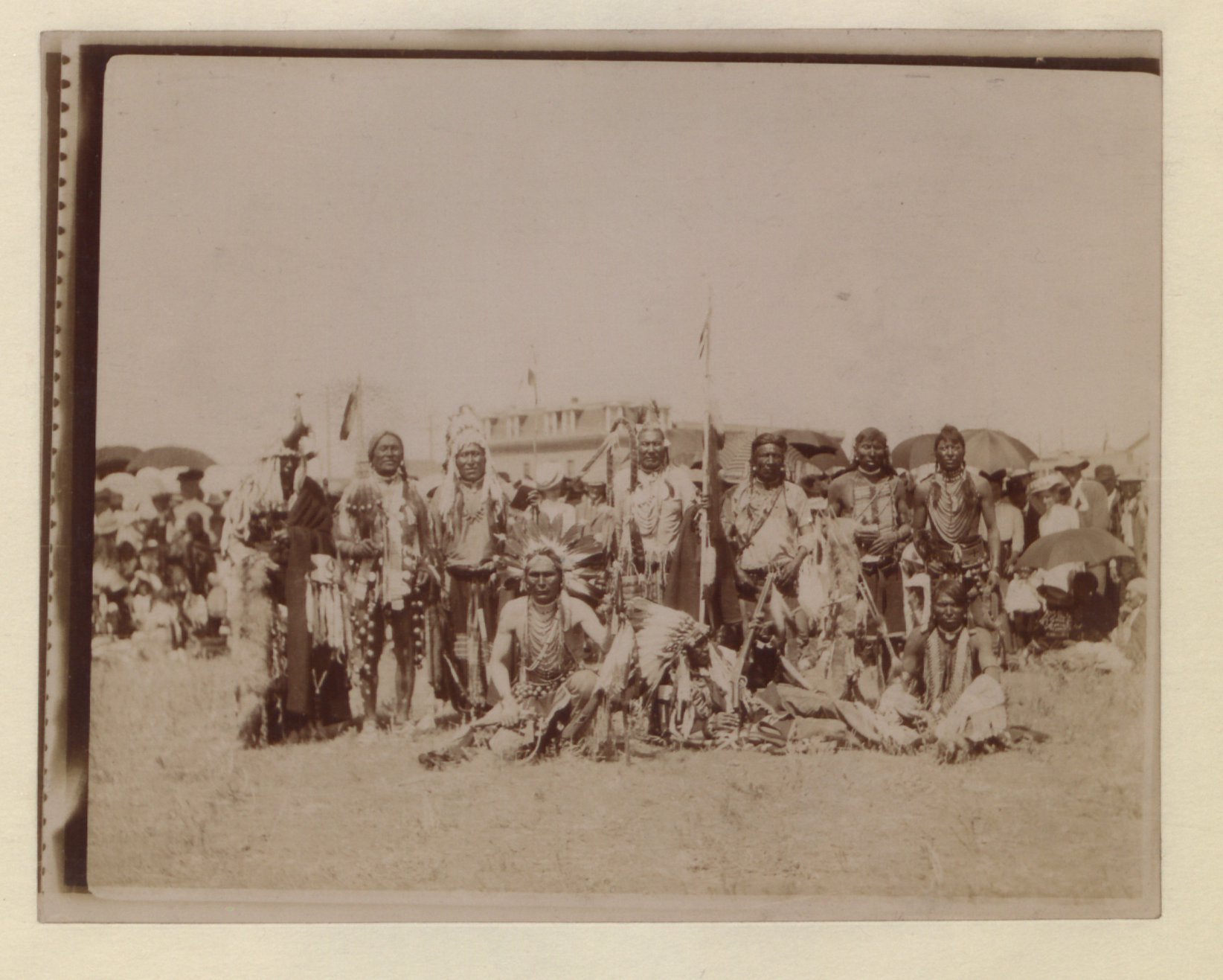
Các chiến sĩ Blackfoot tại Macleod vào 1907

Những người thổ dân tiền da đỏ đã đến Alberta ít nhất 10.000 năm trước, vào cuối thời kỳ băng hà gần đây nhất. Họ được cho là đã di cư từ Siberia đến Alaska qua một cầu đất liền xuyên qua Eo biển Bering và sau đó có thể xuống phía Đông dãy núi Rocky để sinh sống tại châu Mỹ. Những người khác có thể đã di cư dọc theo bờ biển British Columbia rồi dần dần vào đất liền. Sau thời gian họ đã phân hóa thành nhiều bộ lạc khác nhau, trong đó có các bộ lạc người da đỏ ở đồng bằng (Plain Indians) ở miền nam Alberta như Liên minh Blackfoot và người Cree Đồng bằng (sinh sống bằng cách săn bắt bò rừng), và những bộ lạc ở phía Bắc như người Cree Rừng và Chipewyan (sinh sống bằng săn bắt, lập bẫy, và câu cá).
Sau khi người Anh đến Canada, khoảng một nửa tỉnh bang Alberta, phía Nam tiêu vực sông Athabasca, trở thành Lãnh thổ Rupert bao gồm tất cả đất trong lưu vực các sông ngòi chảy vào vịnh Hudson. Khu vực này được vua Charles II của Anh cấp cho Công ty Vịnh Hudson (HBC) năm 1670, và những công ty cạnh tranh buôn bán lông thú không được phép hoạt động tại đó.
Sông Athabasca và những con sông phía Bắc không thuộc lãnh thổ của HBC vì chúng chảy vào Bắc Băng Dương thay vì vịnh Hudson, và chúng là nơi sống lý tưởng của một số loài có lông. Nhà thám hiểm châu Âu đầu tiên trong khu vực Athabasca là Peter Pond, người đã nghe đến đoạn khuân vác Methye, nơi có thể di chuyển từ những sông phía Nam đến những sông phía Bắc Lãnh thổ Rupert. Những nhà buôn bán lông thú đã thành lập Công ty Tây Bắc (NWC) tại Montreal năm 1779 để cạnh tranh với HBC. NWC chiếm giữ khu vực phía Bắc lãnh thổ Alberta. Năm 1778, Peter Pond xây dựng Pháo đài Athabasca trên Lac la Biche. Roderick Mackenzie xây dựng Pháo đài Chipewyan trên hồ Athabasca 10 năm sau đó vào 1788. Người anh em họ của ông là Sir Alexander Mackenzie đã đi dọc theo sông Bắc Saskatchewan để đến điểm cực Bắc gần Edmonton, rồi đi bộ về hướng Bắc, đến sông Athabasca, rồi ông theo sông đến hồ Athabasca. Tại đây ông khám phá ra sông chảy mạnh mà ngày nay mang tên ông - sông Mackenzie mà ông đã đi theo đến nơi nó chảy vào Bắc Băng Dương. Trở về lại hồ Athabasca, ông đi ngược dòng sông Peace và cuối cùng đi đến Thái Bình Dương, như thế ông trở thành người châu Âu đầu tiên đi xuyên qua châu lục Bắc Mỹ ở phía Nam Mexico.
Khu vực cực nam của Alberta từng là một phần lãnh thổ Pháp (rồi Tây Ban Nha) Louisiana, được bán cho Hoa Kỳ năm 1803; năm 1818, phần đất của Louisiana phía Bắc vĩ tuyến 49 Bắc được nhượng lại cho Đế quốc Anh.

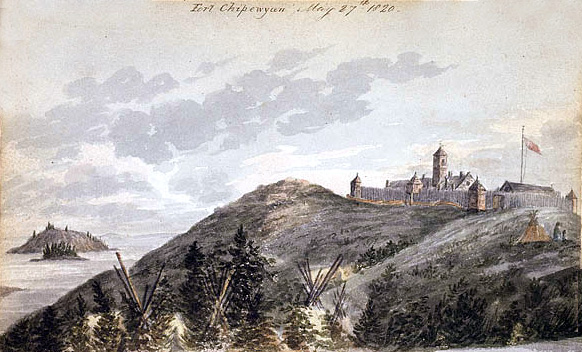
Pháo đài Chipewyan, một trạm buôn bán và trụ sở địa phương của Công ty Vịnh Hudson năm 1820.

Mậu dịch lông thú được phát triển ở phía Bắc, nhưng những cuộc xung đột đẫm máu diễn ra giữa hai công ty đối thủ HBC và NWC, và nào năm 1821 chính quyền Anh đã ra lệnh cả hai phải sáp nhập để chấm dứt các cuộc xung đột. Công ty Vịnh Hudson hợp nhất đã thống lĩnh mậu dịch tại Alberta cho đến năm 1870, khi chính phủ Canada mới thành lập mua đứt Lãnh thổ Rupert. Miền Bắc Alberta vẫn nằm trong Lãnh thổ Miền Tây Bắc cho đến năm 1870, khi nó và Lãnh thổ Rupert trở thành Các Lãnh thổ Tây Bắc của Canada.
Quận Alberta được thành lập trong bộ phận Các Lãnh thổ Tây Bắc năm 1882. Với số người định cư tăng trưởng, các dân biểu địa phương được cử vào cơ quan lập pháp lãnh thổ. Sau một thời gian dài vận động đòi tự trị, năm 1905 Quận Alberta được mở rộng và trở thành một tỉnh bang, và Alexander Cameron Rutherford được bầu làm thủ hiến đầu tiên. Chưa đến 10 năm sau, tỉnh bang mới đã phải đối diện với những thử thách đặc biệt do Thế chiến thứ nhất gây ra khi số người xung phong tham chiến đã để lại ít công nhân để duy trì dịch vụ và sản xuất. Hơn 50% bác sĩ Alberta đã tình nguyện tham chiến ở nước ngoài.

### Thế kỷ 21

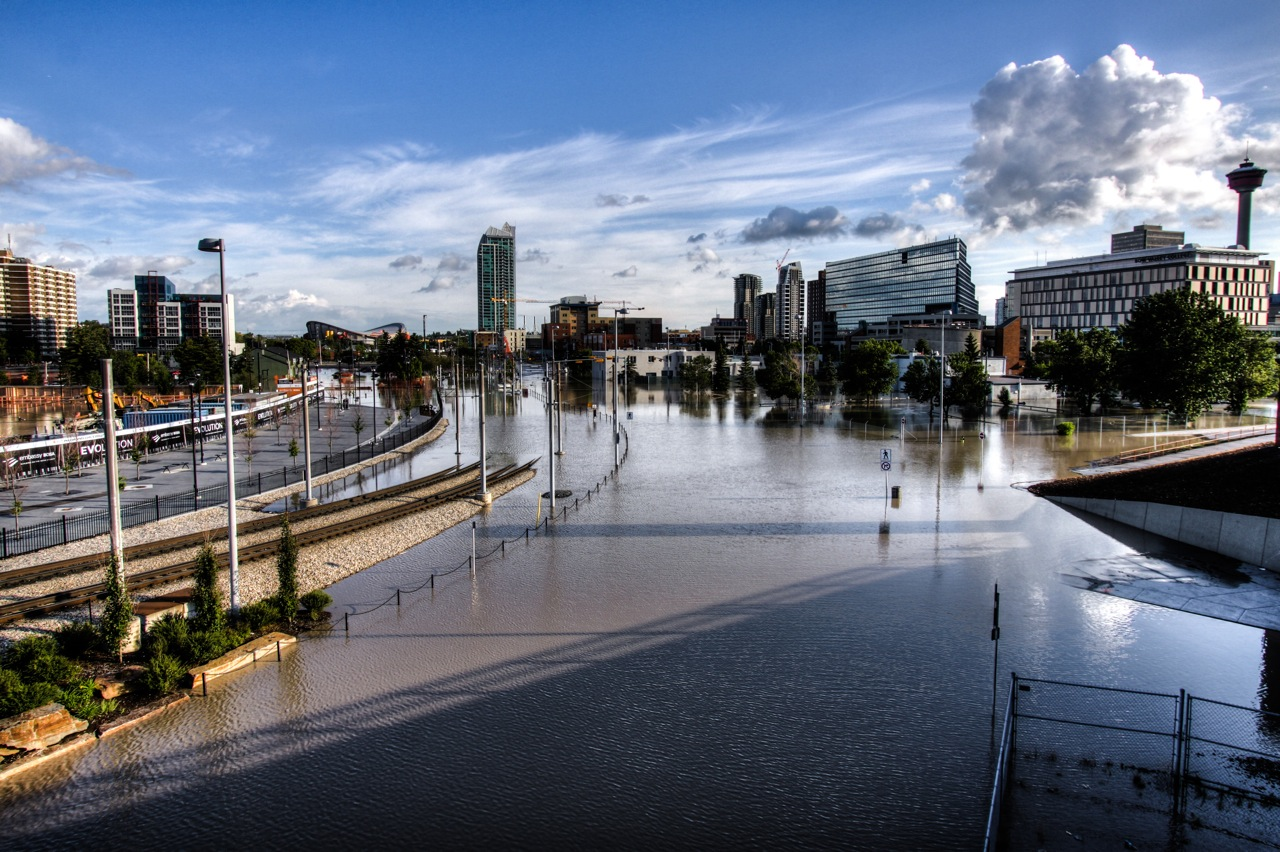
Trung tâm thành phố Calgary là một trong những khu vực bị Lũ lụt Alberta 2013 ảnh hưởng nặng nề.

Ngày 21 tháng 6 năm 2013, trong vụ Lũ lụt Alberta 2013, Alberta đã chịu nhiều trận mưa lớn, gây ra lũ lụt khắp miền Nam tỉnh bang dọc theo các sông và nhánh Bow, Elbow, Highwood và Oldman. 12 đô thị ở miền Nam Albert đã tuyên bố tình trạng khẩn cấp địa phương vào ngày 21 tháng 6 khi mực nước dâng cao và người dân ở nhiều địa phương nhận lệnh di tản.
Năm 2016, một vụ cháy rừng đã dẫn đến cuộc di tản vì cháy rừng lớn nhất lịch sử Alberta, trong đó hơn 80.000 người đã buộc phải di tản.

## Nhân khẩu

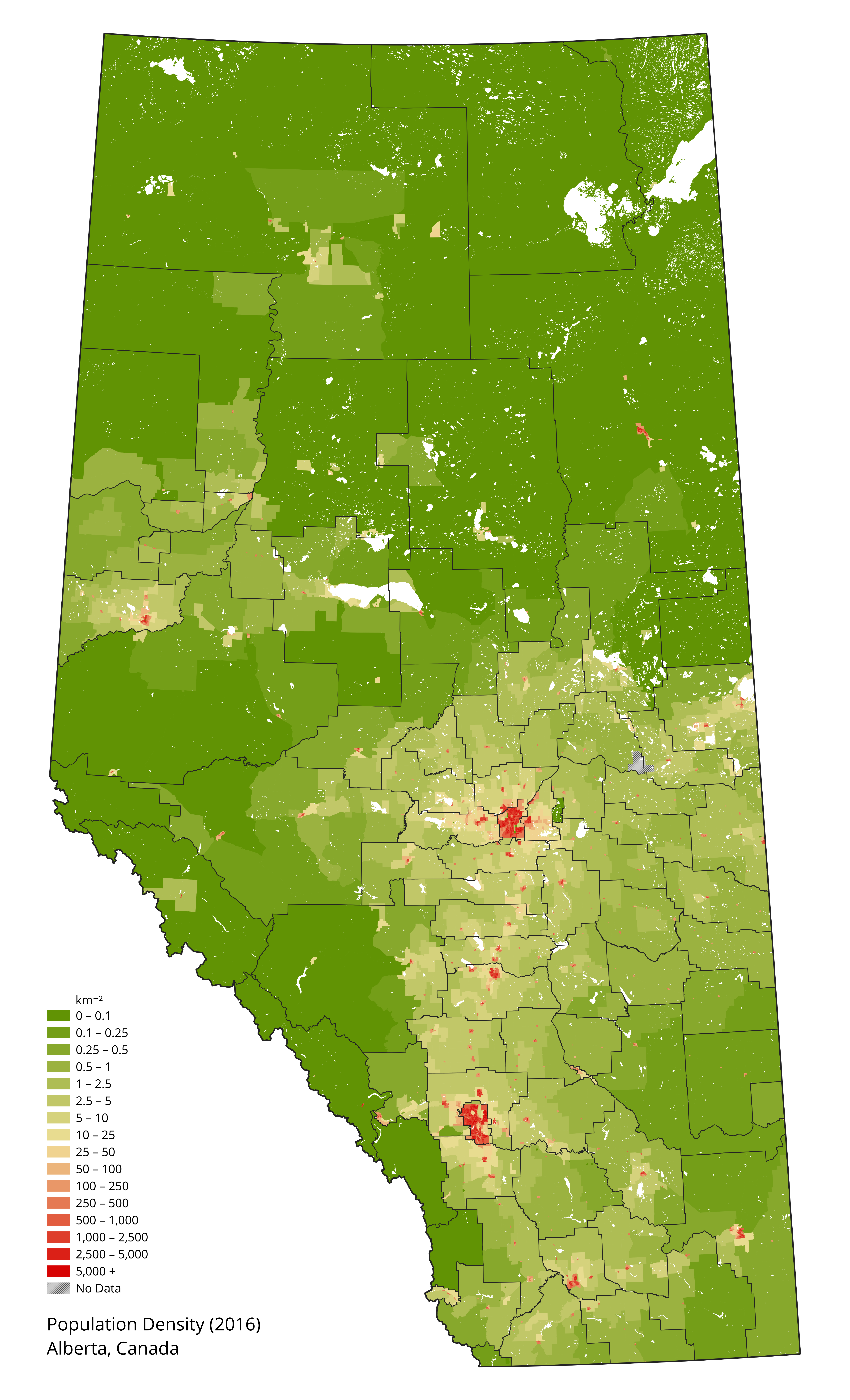
Mật độ dân số Alberta

Cuộc điều tra dân số năm 2016 báo cáo Alberta có dân số 4.067.175 người ở tại 1.527.678 trong 1.654.129 tổng số đơn vị nhà cửa, tăng 11,6% so với dân số năm 2011 là 3.645.257. Với diện tích đất là 640.330,46 km2 (247.232,97 dặm vuông Anh), mật độ dân số ở đây là 6,4/km2 (16,5/sq mi) trong năm 2016. Statistics Canada ước tính tỉnh bang có dân số là 4.428.247 người trong quý 2 năm 2020.
Từ năm 2000, dân số của Alberta đã trải qua một thời kỳ tăng trưởng tương đối cao, chủ yếu là do nền kinh tế đang nảy nở. Giữa 2003 và 2004, tỉnh bang có tỷ lệ sinh đẻ cao (bằng các tỉnh bang lớn hơn như British Columbia), tỷ lệ nhập cư tương đối cao, và tỷ lệ nhập cư liên tỉnh cao so với các tỉnh bang khác. Năm 2016, Alberta tiếp tục là tỉnh bang có dân số trẻ nhất, với tuổi trung bình là 36,7 năm, so với tuổi trung bình toàn quốc là 41,2 năm. Cũng trong năm 2016, Alberta có tỷ lệ người cao tuổi thấp nhất (12,3%) trong các tỉnh bang và một trong những tỷ lệ trẻ em cao nhất (19,2%), góp phần vào dân số trẻ tuổi và tăng trưởng của Alberta.
Khoảng 81% dân số sống trong các khu vực đô thị trong khi 19% sống ở khu vực nông thôn. Đường Hành lang Calgary–Edmonton là khu vực đô thị hóa nhất trong tỉnh bang và là một trong những khu vực đông dân nhất Canada. Nhiều thành thị Alberta cũng đã trải qua tỷ lệ tăng trưởng rất cao trong những năm gần đây. Dân số Alberta đã tăng trưởng từ 73.022 người trong năm 1901 đến 4.067.175 người năm 2016.

## Kinh tế

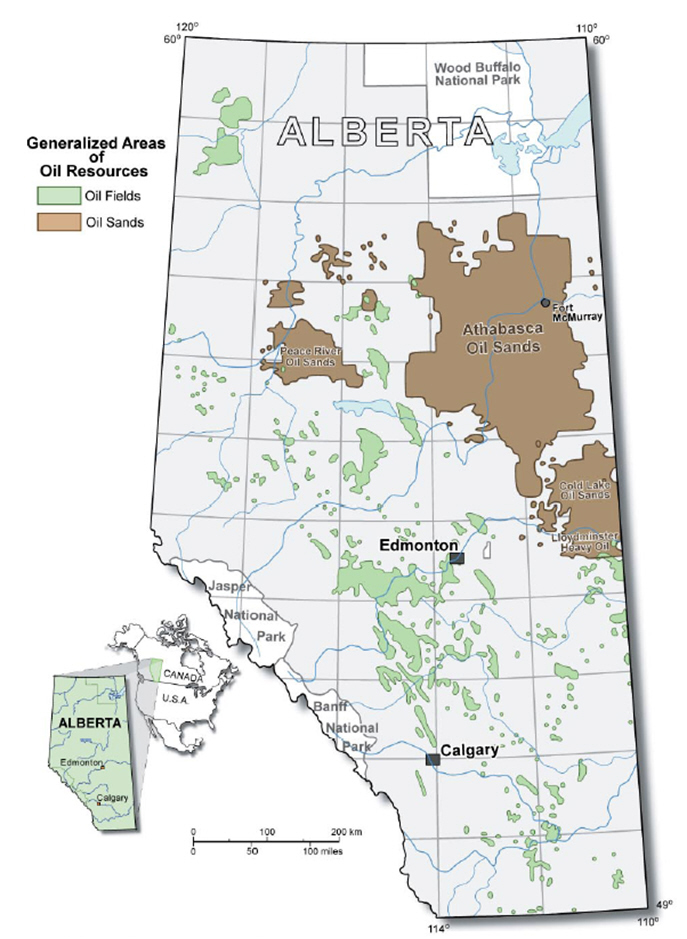
Tài nguyên dầu mỏ tại Alberta

Nền kinh tế Alberta là một trong những nền kinh tế mạnh nhất thế giới, được hỗ trợ bởi một nền công nghiệp dầu mỏ đang tăng trưởng và ở một mức độ ít hơn là nông nghiệp và công nghệ. Năm 2013, GDP bình quân theo đầu người cao hơn so với Hoa Kỳ, Na Uy, hoặc Thụy Sĩ, và cao nhất trong tất cả các tỉnh bang nào khác tại Canada ở mức 84,390 CA$. Con số này là 56% cao hơn mức bình quân toàn quốc là 53,870 CA$ và hơn gấp hai lần một số tỉnh bang giáp bờ Đại Tây Dương. Năm 2006, sự khác biệt với mức bình quân đầu người toàn quốc là lớn nhất cho bất cứ tỉnh bang nào trong lịch sử Canada. Theo điều tra dân số năm 2006, thu nhập gia đình trung vị sau khi trừ thuế ở Alberta là CAD$70.986 (so với CAD$60.270 toàn quốc). Năm 2014, Alberta có nền kinh tế lớn thứ nhì Canada, chỉ sau Ontario, với GDP cao hơn 376 tỷ CA$. GDP của tỉnh bang tính theo giá cả cơ bản đã tăng 4,6% năm 2017 lên đến CA$327.4 tỷ, là sự tăng trưởng cao nhất được ghi nhận tại Canada, và đã kết thúc hai năm liên tục giảm sút.